# Paul O'Grady
Paul James O'Grady (Tranmere, 14 giugno 1955 – Aldington, 28 marzo 2023) è stato uno showman, comico, attore, drag queen, conduttore televisivo e radiofonico britannico.

## Biografia
Nato e cresciuto nel Cheshire in una famiglia di immigrati irlandesi, si trasferì a Londra negli anni 1970. Nel 1978 fece il suo debutto come drag queen, sviluppando il personaggio dell'irriverente Lily Savage. Negli anni 1980 si affermò come comico andando in scena come Lily Savage nei locali gay londinesi, diventando anche un attivista per i diritti LGBT.
Nel 1992 ottenne il successo nazionale grazie alle sue apprizioni teatrali, televisivi e radiofoniche e, nei panni di Lily Savage, presentò i programmi televisivi The Big Breakfast (1995-1996), Blankety Blank (1997-2002) e Lily Live! (2000-2001). Tra il 2003 e il 2004 recitò nella sitcom della BBC Eyes Down e dal 2004 fu il presentatore del talk show britannico The Paul O'Grady Show, che condusse fino al 2015. Nel corso della sua carriera ottenne quattordici candidature ai National Television Awards, vincendone quattro. Inoltre, vinse un BAFTA nel 2006. 
Morì improvvisamente nel 2023 all'età di 67; al momento della morte era impegnato in una tournée britannica del musical Annie.

## Vita privata
Dichiaratamente gay, ebbe una lunga relazione con Brendan Frank Murphy, durante la quale ebbe un matrimonio di convenienza con Teresa Fernandes (anche lei omosessuale) dal 1977 al 2005. Nel 2017 si risposò con André Portasio.